# مارک پورل
مارک پورل (فرانسوی: Marc Porel‎؛ ‏ ۳ ژانویهٔ ۱۹۴۹ – ۱۵ اوت ۱۹۸۳) با نام اصلی مارک میشل ماریر د لاگاتینری بازیگر اهل فرانسه بود.
از فیلم‌هایی که وی در آن نقش داشته است، می‌توان به جنایت نفسانی، لودویگ، دسته سیسیلی‌ها، بی‌گناه و تپانچه‌های پُر اشاره کرد.